# Побиение камнями
Побие́ние камня́ми (лат. lapidatio — «забрасывание камнями, лапидация», от лат. lapis, lapidis — «камень») — вид смертной казни, известный с древности во многих странах мира. Это самый распространённый способ казни, описанный в Библии и Танахе. Побиение камнями широко использовалось в еврейском и исламском праве. В некоторых мусульманских странах побиение камнями применяется до сих пор.

## Описание
Побиение камнями — это метод высшей меры наказания, при котором группа людей бросает камни в человека до тех пор, пока он не умрёт от многочисленных тупых травм. С древних времён засвидетельствовано применение этой формы наказания за тяжкие проступки. Казнь приводят в осуществление после соответствующего решения уполномоченного юридического органа: царя или суда.

## В еврейском праве
К побитию камнями приговаривали лишь за те 18 видов преступлений, за которые Библия прямо предписывает подобную казнь. Тем не менее, в Талмуде забрасывание камнями было заменено сбрасыванием приговорённого на камни. Согласно Талмуду, приговорённого следует сбрасывать с такой высоты, чтобы смерть наступила мгновенно, но его тело при этом не было обезображено. Побиение камнями происходило так: приговорённого судом поили вытяжкой из наркотических трав в качестве обезболивающего, после чего его сбрасывали со скалы, и, если он не умирал от этого, сбрасывали на него сверху один большой камень. Побиению камнями подвёргся св. Стефан (см. Деян. 7:54–60).

## В исламском праве
Статья 119 Исламского уголовного кодекса Ирана (Ходоуд и Кисас) гласит: «При наказании в виде забрасывания камнями до смерти камни не должны быть слишком большими, чтобы осуждённый не умирал от одного или двух ударов; они также не должны быть и настолько малы, чтобы их нельзя было назвать камнями».
Побиение камнями может быть использовано по шариату за прелюбодеяние, если совершивший или совершившая прелюбодеяние состоит в браке. Но при этом оговариваются условия, которые делают применение смертной казни почти неосуществимым на практике. Прелюбодеяние непосредственно (по образному выражению юристов, нужно видеть, что «ключ находится в замке») должны наблюдать четыре (минимум) человека, обладающих безупречной репутацией и пользующихся заслуженным авторитетом (грубо говоря, свидетельства тех, кого часто обвиняют во лжи, свидетельства ненадёжных людей не принимаются). Если будут расхождения в показаниях свидетелей, они все будут подвергнуты телесному наказанию. Любое весомое сомнение отменяет наказание. Как правило, приговорённого к смерти закапывают по колени в землю и облачают в покрывало. В иранском уголовном законодательстве есть требование, что камни не должны быть больше, чем кулак, чтобы жертва не умерла «слишком быстро»; также камни не должны быть слишком маленькими.
Символическое побивание камнями Шайтана — один из этапов Хаджа.

## В древней Японии
Исикодзуме (яп. 石子 詰 め, «Погребение в камешках») было ритуальным методом казни, выполнявшимся в древней Японии горными отшельниками Ямабуси, последователями  синкретического учения сюгэндо. Ритуал характеризовался закапыванием в землю высотой по пояс с последующим забиванием камнями. Процедура казни осуществлялась следующим образом: в земле выкапывалась большая яма, так чтобы человек мог в ней сидеть или даже стоять, а затем жертву крепко привязывали к столбу, лишая возможности двигаться и забивали камнями до смерти, или, иногда, недобитого хоронили заживо под грудой камней. Исикодзуме как метод казни практиковалось в Японии с древних времён до раннего периода Эдо.

## Резонансные случаи побиения камнями в XXI веке
В настоящее время побиение камнями применяется в некоторых мусульманских странах. Побиение камнями сохранилось в законодательстве Саудовской Аравии (активно применяется), Сомали (активно применяется), Афганистана (активно применяется после возвращения движения Талибан), Судана (активно применяется), Мавритании (активно применяется), Йемена (активно применяется), Ирака (применяется), Ирана (наложен мораторий, но изредка применяется), ОАЭ (применяется), Катара (применяется), Бахрейна (применяется), Кувейта (изредка применяется), Пакистана (официально никогда не применялся, хотя существует в законодательстве, но существуют внесудебные побивания камнями), Брунея (наложен мораторий, но изредка применяется), Индонезии (изредка применяется исключительно в провинции Ачех), Малайзии (изредка применяется в некоторых провинциях), Нигерии (применяется исключительно в северных провинциях).
Большой резонанс вызвало заснятое на видео побивание камнями 17-летней Дуа Халиль Асвад в апреле 2007 года в провинции Найнава (Ирак). Это «убийство чести» совершили езиды.
В ряде СМИ (BBC News, UN News) сообщалось о казни в Сомали 27 октября 2008 года Аиши Духуловой, девочки-подростка по решению местного суда после того, как по дороге из родного города Кисмайо к родственникам в Могадишо её предположительно изнасиловали трое мужчин. Согласно Amnesty International, осуждённой было всего тринадцать лет. Присутствовавшие при исполнении приговора местные журналисты оценили её возраст в 23 года. Однако несколько дней спустя отец Духуловой рассказал Amnesty International, что девочке было всего 13 лет, она не достигла брачного возраста. Тётя Духуловой, которая отвезла её в полицию, чтобы сообщить о предполагаемом нападении, повторила заявление отца относительно возраста девочки.
16 января 2015 года было сообщено о побиении камнями боевиками организации «Исламское государство» в захваченном ими иракском городе Мосул женщины, обвинённой в прелюбодеянии.